# Повойничек венгерский
Пово́йничек венге́рский (лат. Elatine hungarica) — вид цветковых растений рода Повойничек (Elatine).

## Ботаническое описание

### Стебли и листья
Небольшое водное травянистое растение высотой 4—12 (по другим источникам, 3—6) см. При оптимальных условиях образует густые кругообразные скопления 30—40 см длиной. Стебли ползучие, ветвящиеся, укореняются в узлах (вегетативное размножение). Листья удлинённо-ланцетной или продолговато-овальной формы, 4—6 мм длиной и 1,7 шириной, тупоконечные. Имеются маленькие ланцетные, острые, зубчатые прилистники.

### Цветок
Цветки расположены одиночно, очерёдные, на коротких цветоножках. Чашечка 4-раздельная с продолговато-яйцеввидными тупоконечными чашелистиками. Лепестков 4, они овальные, круглые. Цветение в июне—августе.

### Плоды и семена
Плод — коробочка. Исследования японских учёных показали, что семена этого растения сохраняют всхожесть 50 лет.

## Ареал и местообитание
Эндемик Венгрии. Предпочитает болотистые, илистые места. Имеется маленькая популяция этого вида в Южной России, отколовшаяся от венгерской в первой половине XX века.

## Хозяйственное значение и применение
Это растение может быть сорняком, засоряющим посадки риса.